# Сливчиньский, Ежи
Ежи Сливчиньский (пол. Jerzy Piotr Śliwczyński, 19 октября 1922 или 10 октября 1922 — 2 января 2012) — польский праведник народов мира.

## Биография
Ежи Сливчиньский был сыном Тадеуша и Амелии, урождённой Гжибовской. Семья происходила из Млавы. С 1 февраля 1940 года Ежи работал в окружном суде на улице Лешно в офисе судебного комиссара Яна Ржимовского в качестве посыльного. Благодаря своей профессии он имел пропуск в гетто. Это позволило ему перевозить корреспонденцию, документы, лекарства и другие вещи, необходимые евреям. В 1941 году Сливчиньский помог доктору Юзефу Маковскому и его семье покинуть гетто. Кроме того, Сливчиньский около полутора лет скрывал в своей квартире на ул. Халубинского 11/7 Эллу Перкель (Эльжбету Закшевскую) и около года Селину Чех. Он также спас Эллу из транзитного лагеря на ул. Скарышевской, куда её отправили после ареста. Сливчиньский также помогал фармацевту Якубу Кленецу с его женой и дочерью Рутой и Изой Бежуньской. Ежи принимал активное участие в деятельности Армии Крайовой. В 1944 году он был арестован и депортирован в Германию на принудительные работы. Затем заботу об Элле взял на себя отец Ежи, Тадеуш. После войны Элла переехала в США. Она умерла в 2000 году.
После войны Сливчиньский получил высшее образование. С 1991 по 2008 год он был председателем правления Польского общества Праведников народов мира. Он также был одним из основателей Комитета памяти поляков, спасавших евреев.
В 1981 году вместе с отцом он был награждён медалью «Праведник народов мира». В 2007 году он был награждён Командорским крестом ордена Возрождения Польши. У него была дочь. Похоронен на Повонзковском кладбище в Варшаве (участок 132-1-24). 